# Streets of Rage 2
Streets of Rage 2, известная в Японии как Bare Knuckle II: Shitō he no Chinkonka (яп. ベア・ナックルII 死闘への鎮魂歌 Бэа Наккуру II Сито: хэ но Тинконка, «Bare Knuckle II: The Requiem of the Deadly Battle»), а в Европе как Streets of Rage II с римской цифрой в названии — видеоигра жанра beat 'em up, выпущенная фирмой Sega в 1992 году для видеоприставки Sega Mega Drive/Genesis. Это вторая игра из серии игр Streets of Rage, сиквел Streets of Rage. Музыка к игре написана японским композитором Юдзо Косиро.

## Игровой процесс
Хотя геймплей Streets of Rage 2 очень похож на геймплей предшествующей игры, многое было обновлено и улучшено. Наибольшим изменениям подверглась особая атака, которая раньше приводила к вызову полицейской машины и нанесению урона всем врагам, находящимся на данный момент на экране. Теперь особая атака доступна каждому персонажу по отдельности и позволяет нанести бо́льший урон врагу, ценой небольшого уменьшения уровня жизни. Все герои игры были переработаны и получили свои собственные индивидуальные особенности и качества, присущие только им.
Враги также были переработаны. Теперь все враги имеют индикатор уровня жизни (раньше такая особенность была только у боссов), имена и свои собственные боевые приёмы. Появились новые типы врагов, такие как байкеры, ниндзя, кикбоксеры и роботы.
Оружие, которое можно подобрать во время игры, также претерпело изменения. Перцовые баллончики и стеклянные бутылки были удалены. Усовершенствован нож — теперь он может быть брошен по желанию игрока, в то время как в оригинальной игре данная опция не зависела от игрока. В качестве компенсации был уменьшен наносимый урон при бросании ножа. Добавлен новый вид оружия — кунай, который имеет аналогичные ножу характеристики и свойства. Бейсбольная бита из Streets of Rage заменена на катану, наносящую бо́льший урон во время боя. Трубу и катану, как и нож, можно теперь бросать во врагов.
Помимо различий в оружии и врагах, сами персонажи также приобрели некоторые характерные особенности. В дополнение к индивидуальным чертам и способам передвижения, персонажи получили «полуспециальный удар»: сильный удар, не приводящий к уменьшению уровня энергии, производимый путём двойного нажатия кнопки направления движения и кнопки удара. Также Skate (Эдди Хантер) имеет возможность нанесения удара путём двойного нажатия кнопки направления движения — особенность, перенесённая в последующем в Streets of Rage 3 и доступная всем персонажам.

## Описание игры

### Сюжет
Прошёл год после событий из Streets of Rage. Чтобы отпраздновать победу над таинственным «Мистером Х» и его синдикатом, Адам Хантер, Аксель Стоун и Блейз Филдинг встретились в их любимом ночном клубе и провели время за воспоминаниями о их битве с Мистером Х и его организацией. Аксель и Блейз покинули город вскоре после событий, произошедших в прошлом году. Аксель стал работать телохранителем на неполный рабочий день, а Блейз — преподавательницей танцев. Адам вернулся работать в полицию и живёт в небольшом доме со своим младшим братом.
На следующее утро Аксель получил звонок от Эдди 'Skate' Хантера, младшего брата Адама. Возвращаясь из школы, Эдди был шокирован, найдя свой дом в руинах и обнаружив пропажу брата. На прикреплённой к входной двери картинке был изображён Адам прикованным к стене возле ног Мистера Х. Бандиты вернулись опять, чтобы вновь получить улицы города под свой контроль. Избиения и грабежи стали регулярным явлением и происходили средь бела дня. Хаос царил в городе, в гораздо больших масштабах, чем раньше.
Понимая, что Мистер Х и его синдикат вернулись, чтобы мстить им, Skate и Аксель, не теряя времени, рассказывают Блейз о произошедших неожиданных событиях. Блейз полна решимости помочь Акселю победить Мистера Х и спасти Адама. Сопровождаемые младшим братом Адама — Skate и другом Акселя, профессиональным рестлером по имени Макс, Аксель и Блейз отправляются в дорогу. Их путь ведёт прочь из города к пустынному острову Мистера Х, где находится его резиденция.

### Персонажи
В этой игре появились два новых персонажа: рестлер Макс Тандер (самый сильный, но самый медленный из всей четвёрки) и тинейджер Эдди «Skate» Хантер, брат Адама Хантера из оригинальной игры (Sega изменила имя персонажа с «Sammy» в японской версии игры на «Skate», хотя «Skate» — прозвище персонажа во всех версиях игры, настоящим же его именем является Эдди). Персонаж Skate напоминает персонажа из игры DJ Boy — это игра в жанре beat 'em up, разработанная фирмой Kaneko, была выпущена позже фирмой Sega для приставки Sega Mega Drive.

### Концовка
В отличие от двух других игр из данной серии, в Streets of Rage 2 есть только одна, хорошая концовка, в которой Мистер X убит, а Адам спасён. После этого за героями прилетает вертолёт, на котором они покидают остров.

### Уровни
В отличие от первой части, уровни в Streets of Rage 2 стали более длинными и более разнообразными. На 3 уровне также можно наблюдать реализацию погодных явлений, таких как дождь и туман.
1. Улица города и бара. Босс — бармен Бурбон.
2. Мост и грузовик. Босс — летающий бандит Джет на реактивном ранце.
3. Парк развлечений и пиратский корабль. Босс — ловкий бандит с когтями Замза.
4. Стадион, спуск вниз на лифт и арена. Босс — рестлер Абадеде.
5. Корабль на судно. Здесь снова встречаются Бурбон и Джет. Босс — тяжёлый боксёр по прозвищу Медведь.
6. Дорога на острова Мистера Икса. Босс — Замза с отрядом клонов Джета.
7. Завод боеприпасов. Босс — Три робота.
8. Синдикат Крепость Мистера Икса. Здесь игрок встретиться с боссами из всех уровней, за исключением Джета. В отличие от первой части, перед боем с финальным боссом Мистера Икс, придётся сразиться с его телохранителем и мастером боевых искусств Шивой.

## Версии игры и порты на другие платформы
В Японии и Европе использовались римские цифры в названии Streets of Rage 2 (Bare Knuckle II, Streets of Rage II) и изображение Блейз, наносящей удар в прыжке. На японской версии игры также изображён Мистер Х, курящий сигару. В японской версии игры Skate имеет имя Сэмми, в то время как в европейской и британской версии игры его зовут Эдди. В европейской версии игры фамилия Макса — Hatchett («Топор»), в то время как в японской версии его фамилия Thunder («Гром»). На некоторых уровнях в североамериканской и европейской версиях игры есть ссылки на название японской версии игры. Так, например, во второй половине третьего уровня можно увидеть игровые автоматы под названием «Bare Knuckle», постеры «BK2», и рекламные объявления на 4 уровне игры, где упоминается «BAREII».
- Бета-версия доступна только через эмулятор. Доступен первый уровень игры, полу-реализованные эффекты движения игроков, локаций и эффекта дождя. Звуковые эффекты отсутствуют. Локация с баром более короткая, отсутствуют разрушающиеся столы и стулья, отсутствует мини-босс Электра. Барбон, босс первого уровня игры, обладает тремя жизнями и трижды воскресает после поражения. Макс Тандер имеет совершенно иной набор спрайтов, что делает его более похожим на гориллу. Специальные приёмы Акселя также были изменены в финальной версии игры, в бета-версии его удары напоминают приёмы «Tiger Uppercut» Сагата и «Hurricane Kick» Рю и Кена из игры Street Fighter II. Ещё одной особенностью данной версии игры является фоновая музыка (впоследствии получившая официальное название «Walking Bottom»), более похожая на музыку из первой части игры Streets of Rage.
- 8-битные версии Streets of Rage 2 для видеоприставок Sega Master System и Sega Game Gear сильно отличаются от оригинальной версии игры, выпущенной для Sega Mega Drive, так же, как и Master System/Game Gear версии игры Sonic the Hedgehog. Помимо отличий в наборе уровней игры и ухудшения графики, из обеих версий исключён Макс Тандер. Версия игры для Game Gear также не отображает имена противников во время боя.
- Аркадная версия Streets of Rage 2 была выпущена под платформу Mega Play. В этой версии все дополнительные жизни были заменены на мешочки с деньгами, убран счётчик времени, уровень сложности был увеличен по сравнению с версией для Sega Mega Drive. Подсчёт игровых очков основывается на количестве произведённых нокаутов вместо нанесённого урона.
- Коллекция Streets of Rage 2 вошла в коллекцию видеоигр Sega Smash Pack для домашней видеоприставки Sega Dreamcast. Существуют также порты для всех частей игры, вошедшие в сборник Sonic Gems Collection для видеоприставок Sony PlayStation2 и Nintendo GameCube. Порты игры оригинальной и японских версий доступны в составе Sonic Gems Collection (также доступны в GameTap). Также игра вышла в сборнике Sonic's Ultimate Genesis Collection для Xbox 360 и PlayStation 3. С 2010 года игра доступна в составе сборника SEGA Mega Drive and Genesis Classics для платформ Linux, macOS, Windows, с 2018 — PlayStation 4, Xbox One[3] и Nintendo Switch[4].
- Virtual Console 15 мая 2007 года состоялся релиз игры для японской версии Virtual Console, затем 21 мая 2007 года для североамериканской версии Virtual Console. 1 июня 2007 года состоялся релиз игры для европейской версии Virtual Console.
- Xbox Live Arcade 29 августа 2007 года Streets of Rage 2 вышла в Xbox Live Arcade для видеоприставки Microsoft Xbox 360. Эта версия отличается сглаженной графикой и присутствием кооперативного режима игры по сети[5].
- iOS В апреле 2011 года состоялся релиз игры для iPhone и iPod touch.
- PSN/PSN+ Streets of Rage 2 также доступна для скачивания в «PSN+», стоимость игры составляет £3.99.

## Ремейки игры
Независимая любительская команда под названием BomberGames начала разработку ремейка игр серии Streets of Rage в начале 2003 года. Данный ремейк представляет собой бесплатную игру для персональных компьютеров, содержащую в себе практически всех героев, врагов, уровней и особенностей из всех трёх оригинальных игр. Помимо копирования особенностей оригинальных игр, появились новые возможности: ветвления (выбор маршрута во время игры), новые движения, враги, уровни, режимы игры, секреты и читы, саундтреки, полностью настраиваемый движок игры.
Финальная версия игры под номером 5.0a была выпущена 3 апреля 2011 года. Европейское представительство SEGA обратилось к команде-разработчику с просьбой удалить все ссылки на скачивание игры. Но, благодаря распространению игры на пиратских сайтах, её всё ещё можно скачать.

## Отзывы
| Сводный рейтинг | Сводный рейтинг |
| Агрегатор       | Оценка          |
| --------------- | --------------- |
| GameRankings    | 76,50 %         |